# Psara grisealis
Psara grisealis là một loài bướm đêm trong họ Crambidae.